# Tauromàquia a Turquia
La tauromàquia a Turquia (Türkiye'de boğa güreşi en turc) consisteix en lluites tradicionals de toros que s'organitzen a diversos llocs de Turquia.
Un d'aquests llocs és el yayla de Kafkasör, a 1.200 m d'altitud, en Artvin. L'any 2015, s'ha realitzat la 35a edició del Festival de Kafkasör, on han participat més de 100 toros que venen de les provincíes d'Artvin i de Rize. L'any 2015, els toros de Kafkasör van lluitar en sis categories, deste (fins a 380 kg), ayak (381– 430 kg) i küçükorta (431–500 kg), büyükorta, başaltı i baş. Aquestes últimes categories més grans van lluitar l'últim dia del Festival.
A Turquia també es fan festes de tauromàquia a Muğla i diversos districtes de la seva província cada estiu.